# Salzbach (Lauter)
Der Salzbach, der regional auch die Salz genannt wird und dessen Oberlauf zunächst Kröppenbach und dann Buchbach heißt, während er nach 1816 durch das Königreich Bayern als Blümmelbach kartographiert wurde, ist ein rechter und mit gut 17 km der längste und wasserreichste Nebenfluss der Lauter, die hier an ihrem Oberlauf Wieslauter heißt. Er fließt im nordwestlichen Wasgau, einer Mittelgebirgslandschaft, die von dem Südteil des Pfälzerwalds gebildet wird.

## Geographie

### Verlauf

Über Zusammenfluss und Mündung
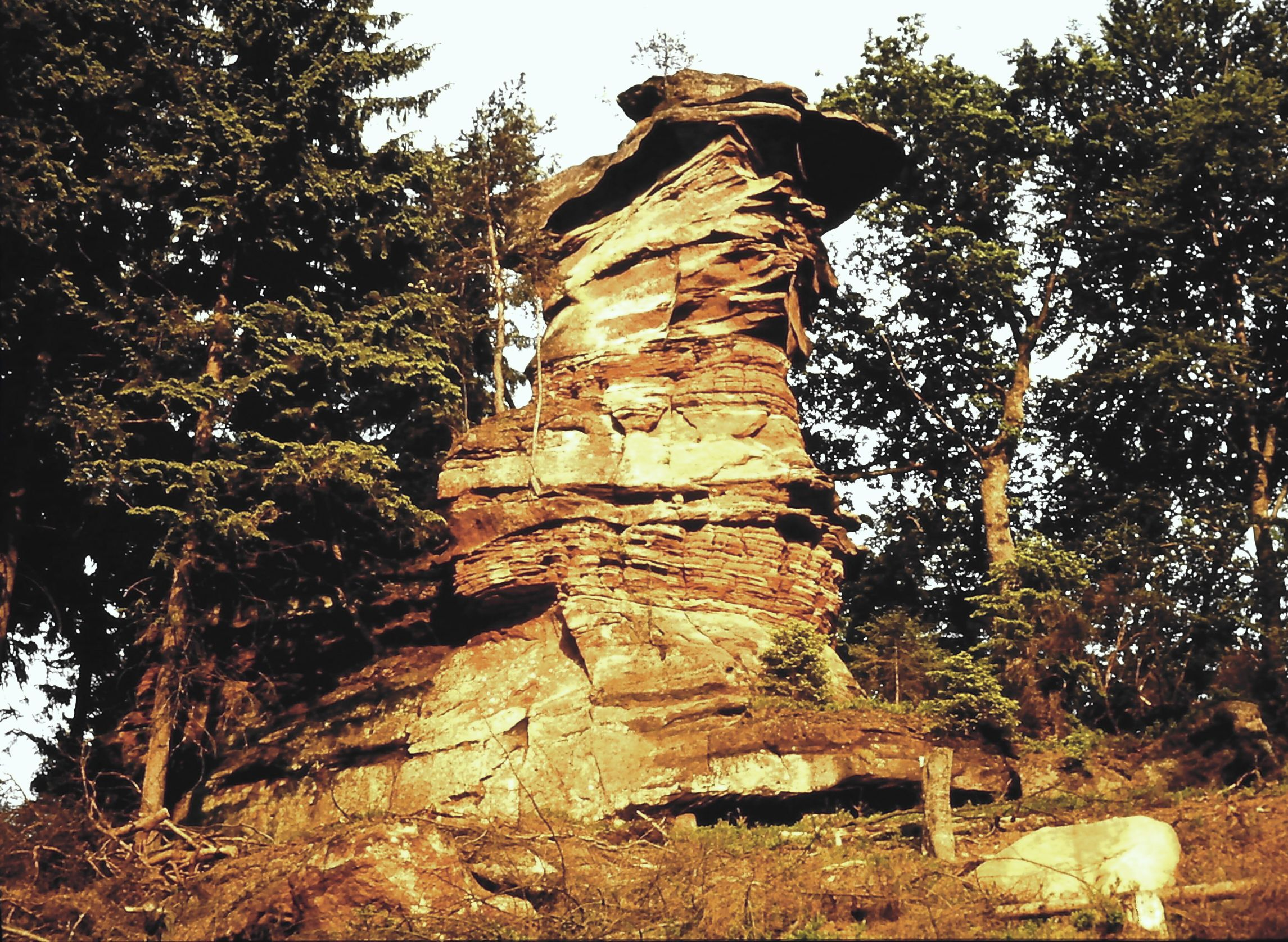
Salzwooger Teufelstisch
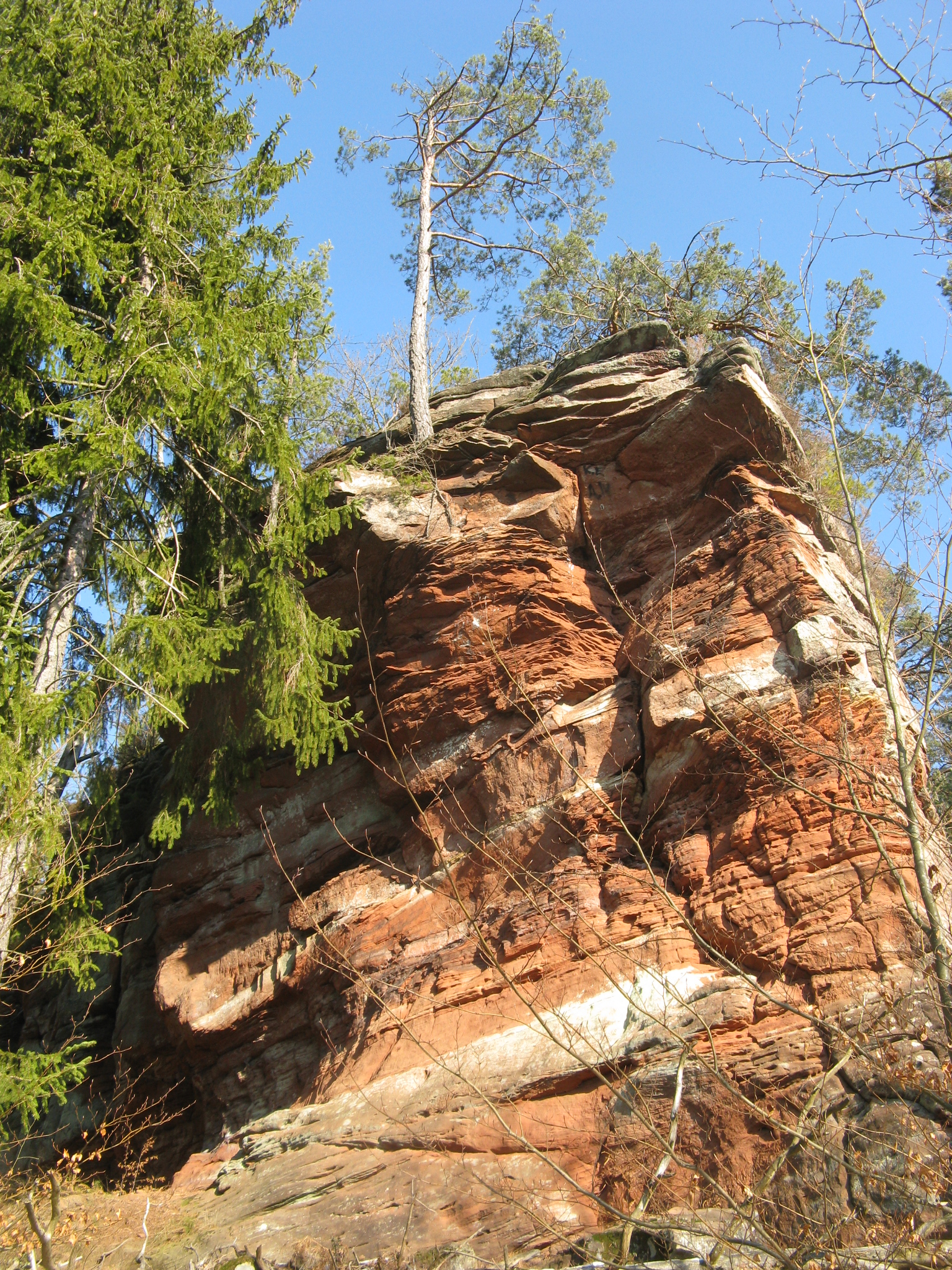
Handschuh-Kopf

Nominell besitzt der Salzbach keine eigene Quelle, denn zum Wasserlauf dieses Namens vereinigen sich zwei Quellbäche: der 10 km lange Kröppenbach/Buchbach, der hydrologisch als Salzbach-Oberlauf gilt und auf 416 m Höhe am Hohen Kopf (467,4 m) entspringt, sowie der von rechts einmündende, gut 5 km lange Storrbach. Dies geschieht unterhalb des Salzwooger Teufelstischs zwischen den Ortschaften Langmühle und Salzwoog auf 232 m Höhe. Der Storrbach hat seine Quelle in 306 m Höhe am Großen Spießkopf (414,1 m). Kurz vor dem Zusammenfluss weitet sich die Talaue zu einer etwa 600 m langen und 300 m breiten sumpfigen Niederung.
Nach dem Zusammenfluss, der erst nach mehr als der Hälfte der Gesamtstrecke stattfindet, bildet der Salzbach auf den restlichen 7 km seines Laufs zunächst die Gemarkungsgrenze zwischen Lemberg und Hinterweidenthal, dann zwischen Ruppertsweiler und Hinterweidenthal. Im Weiler Salzwoog durchfließt er den gleichnamigen ehemaligen Stausee, der weitgehend versandet ist. Auf Höhe des zu Hinterweidenthal gehörenden Weilers Kaltenbach und unterhalb des Hinterweidenthaler Teufelstischs mündet der Salzbach auf 216 m Höhe am Nordostfuß des Handschuh-Kopfs (324 m) von rechts in die Wieslauter.
Der gut 17 km lange Lauf des Salzbachs endet ungefähr 200 Höhenmeter unterhalb seiner Quelle, er hat somit ein mittleres Sohlgefälle von etwa 12 ‰.

### Zuflüsse
Liste der Zuflüsse, jeweils von der Quelle zur Mündung; Einmündungsseite, Länge und Einzugsgebiet:
Kröppenbach
- Unterer Kröppenbach (links), 0,3 km, 0,23 km²
- Kleiner Kröppenbach (links), 0,8 km, 0,44 km²
- Großer Kröppenbach (links), 1,6 km, 1,56 km²
- Ransbächel (links), 1,2 km, 2,19 km²
- Brunnentalbach (links), 1,3 km, 2,37 km²

Buchbach
- Schimmelbach (links), 1,0 km, 1,07 km²
- Kleiner Salzbach (rechts), 1,4 km, 1,73 km²
- Rothenfelser Salzbach (links), 1,0 km, 0,96 km²
- Katzenbach (rechts), 1,1 km, 1,17 km²
- Bach von der Klostersalzquelle (links), 1,1 km, 3,32 km²
- Storrbach (rechts), 5,2 km, 9,79 km²

Salzbach
- Steinbach (links), 0,7 km, 0,73 km²
- Lindelbach (rechts), 0,6 km, 3,24 km²
- Schiffelsbach (links), 1,0 km, 0,97 km²
- Schnepfenberger Salzbach (links), 0,9 km, 1,47 km²
- Walmersbach (links), 1,6 km, 2,21 km²
- Kaltenbach (links), 1,4 km, 4,98 km²

## Geschichte

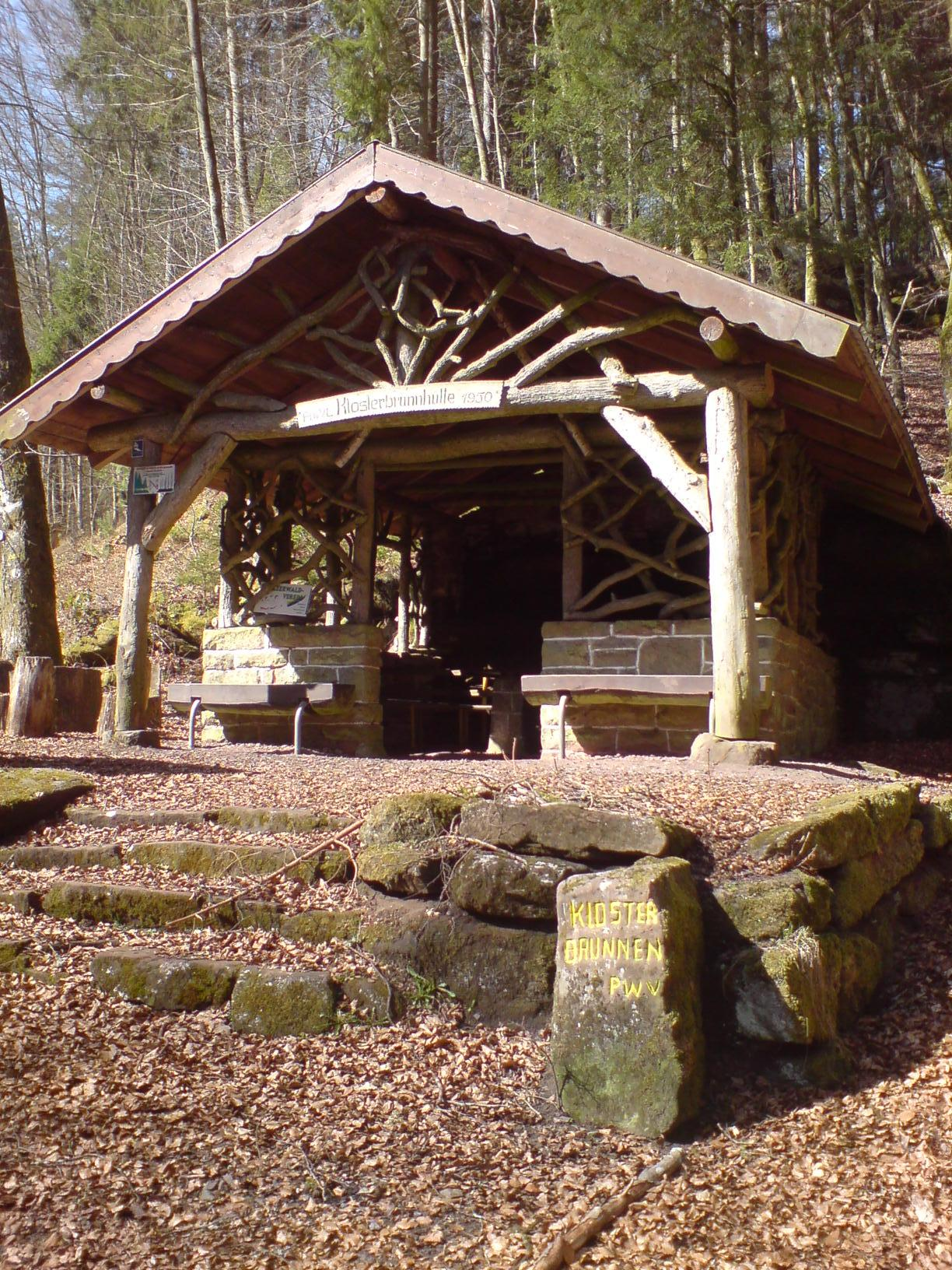
Hütte am Klosterbrunnen mit Ritterstein 36

Der Name des Baches weist nicht auf Salzgehalt des Wassers hin, sondern auf die ehemalige Zollstation Salzwoog am Unterlauf. Dort hatten Salzhändler beim Grenzübertritt zwischen den Territorien des Hochstifts Speyer und des Herzogtums Pfalz-Zweibrücken eine Steuer zu entrichten. Der einstige Grenzübergang Salzwoog lag auf der Brücke über den Salzbach, die heute die Landesstraßen 487 (Hinterweidenthal–Fischbach) und 486 (Lemberg–Dahn) über das Gewässer führt.
Am Ausgang der Langkehl, die als Taleinschnitt nach Südwesten vom Salzbach wegführt, wurde ab 1769 die Langkehler Sägemühle (⊙) betrieben. Nachdem sie 1894 aufgegeben worden war, wurde sie zur Wüstung. Bei der Ruine steht der Ritterstein 306.
Nahe beim Klosterbrunnen (⊙), wo der linke Salzbach-Zufluss Bach von der Klostersalzquelle entspringt, stehen die 1911 vom Pfälzerwald-Verein, Ortsgruppe Lemberg, errichtete Klosterbrunnhütte und der Ritterstein 36.

## Tourismus

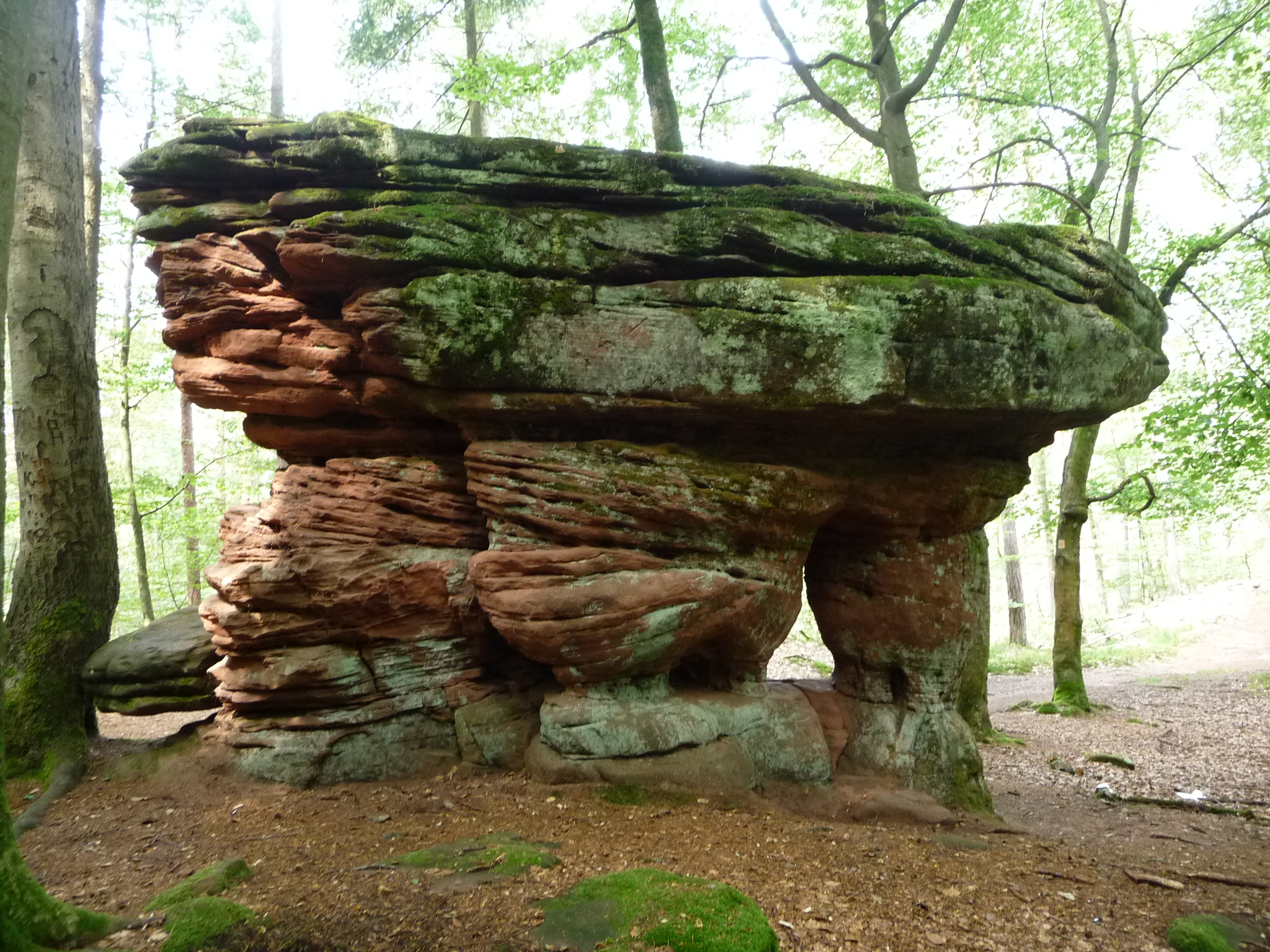
Teufelsschmiede

Vor allem die Höhen am unteren Salzbach sind reich an bizarren Felsformationen, die zum Dahner Felsenland gezählt werden, das sowohl Wanderer als auch Sportkletterer anzieht. Die bekanntesten sind die im → Abschnitt Verlauf erwähnten Pilzfelsen Salzwooger und Kaltenbacher Teufelstisch sowie die Felsklötze auf dem Handschuh-Kopf. In der Nähe des Kaltenbacher Teufelstischs gibt es auf dem gleichen Bergrücken weitere auffällige Felsen: Etwa 300 m südlich liegt ein ambossförmiger Felsen, die Teufelsschmiede, in gleicher Entfernung südwestlich die noch skurriler wirkende Teufelsküche.
Kaltenbacher Teufelstisch, Teufelsschmiede und Teufelsküche sind Elemente des Premiumwanderwegs Hinterweidenthaler Teufelstisch-Tour. Die etwa 9,5 km lange Rundwanderung, die drei Stunden in Anspruch nimmt, führt zwischen Hinterweidenthal und Salzwoog rund um den Kamm des Etschbergs und ermöglicht teilweise spektakuläre Ausblicke – von zwei Stellen im Nordosten hinunter nach Hinterweidenthal und die Wieslauter, auf der westlichen Teilstrecke immer wieder in die Talaue des Salzbachs. Eine ähnliche Streckenführung, optional erweitert um die Felsen auf dem nahen Handschuh-Kopf, besitzt die Rundwanderung 15 im Wanderportal Pfalz.